# Beano (nome)
Beano  è un nome proprio di persona italiano maschile.

## Varianti in altre lingue
- Inglese: Bean[2]
- Latino: Beanus[1]
- Scozzese: Beathan[2][3]
  - Femminili: Beathag[3]

## Origine e diffusione
Si tratta di una forma italianizzata di Bean, a sua volta un'anglicizzazione del gaelico scozzese Beathan; tale nome è basato sul termine beath ("vita"), con l'aggiunta di un suffisso diminutivo.
Va notato che, per Bean, sono state proposte anche derivazioni dall'inglese antico bean ("fagiolo") o dal medio inglese bene ("amichevole"); inoltre, dal XVII secolo, Beathan è reso in inglese anche tramite il nome Benjamin.

## Onomastico
L'onomastico può essere festeggiato il 16 dicembre o il 26 ottobre in ricordo di san Beano, primo vescovo di Mortlach (il cui nome potrebbe però essere frutto della corruzione linguistica di un altro nome).